# Kantismo
Kantismo es la filosofía de Immanuel Kant, un  alemán filósofo nacido en Königsberg, Prusia (ahora Kaliningrado, Rusia). El término "kantianismo" o "kantiano" a veces también se utiliza para describir posiciones contemporáneas en filosofía de la mente, epistemología y ética.

## Ética
La ética kantiana son deontológicas, y giran completamente en torno al deber en lugar de las emociones o los objetivos finales. Todas las acciones se realizan de acuerdo con alguna  máxima o principio subyacente, que son muy diferentes entre sí; de acuerdo con esto se juzga el valor moral de cualquier acción. La ética de Kant se basa en su visión de la racionalidad como el bien último y en su creencia de que todas las personas son seres fundamentalmente racionales. Esto llevó a la parte más importante de la ética de Kant, la formulación del imperativo categórico, que es el criterio para determinar si una máxima es buena o mala.
En pocas palabras, este criterio equivale a un experimento mental: intentar universalizar la máxima (imaginando un mundo en el que todas las personas actuaron necesariamente de esta manera en las circunstancias relevantes) y luego ver si la máxima y su acción asociada todavía puede concebirse en un mundo así. Por ejemplo, sostener la máxima "mata a cualquiera que te moleste" y aplicarla universalmente resultaría en la auto-terminación. Por lo tanto, sostener esta máxima es irracional ya que termina siendo imposible sostenerla.
Universalizar una máxima (enunciado) conduce a que sea válida, oa una de dos contradicciones: una contradicción en la concepción (donde la máxima, cuando se universaliza, ya no es un medio viable para el fin) o una contradicción en la voluntad (donde la voluntad de una persona contradice lo que implica la universalización de la máxima). El primer tipo conduce a un "deber perfecto" y el segundo conduce a un "deber imperfecto".
La ética de Kant se centra, entonces, solo en la máxima que subyace a las acciones, y juzga que estas son buenas o malas únicamente por cómo se ajustan a la razón. Kant demostró que muchos de nuestros puntos de vista de sentido común sobre lo que es bueno o malo se ajustan a su sistema, pero negó que cualquier acción realizada por razones distintas a las acciones racionales pueda ser buena (salvar a alguien que se está ahogando simplemente por una gran lástima por ellos es no es un acto moralmente bueno). Kant también negó que las consecuencias de un acto contribuyan de alguna manera al valor moral de ese acto, siendo su razonamiento (muy simplificado por brevedad) que el mundo físico está fuera de nuestro control total y, por lo tanto, no podemos ser responsables de los eventos que ocurren en él.
Las formulaciones del imperativo categórico:
1. Actúa solo de acuerdo con esa máxima según la cual puedes, al mismo tiempo, querer que se convierta en una ley universal.[1]
2. Actúa de tal manera que trates a la humanidad, ya sea en tu propia persona o en la persona de cualquier otro, nunca simplemente como un medio para un fin, sino siempre al mismo tiempo como un fin.[2]
3. Por tanto, todo ser racional debe actuar como si fuera, según su máxima, miembro legislador del reino universal de los fines.[3]

## Filosofía política
En filosofía política, Kant ha tenido una amplia y creciente influencia en los principales filósofos políticos de finales del siglo XX. Por ejemplo, John Rawls se basó en gran medida en su inspiración para sentar las bases de una visión liberal de las instituciones políticas. La naturaleza del uso de Kant por parte de Rawls ha engendrado una seria controversia, pero ha demostrado la vitalidad de las consideraciones kantianas en una gama más amplia de cuestiones de lo que alguna vez se creyó plausible.